# Donje Ogorje
Donje Ogorje – wieś w Chorwacji, w żupanii splicko-dalmatyńskiej, w gminie Muć. W 2011 roku liczyła 116 mieszkańców.